# Kautujärvi
Kautujärvi är en sjö i Gällivare kommun i Lappland och ingår i Kalixälvens huvudavrinningsområde. Sjön har en area på 1,14 kvadratkilometer och ligger 248,9 meter över havet. Kautujärvi ligger i Torne och Kalix älvsystem Natura 2000-område. Sjön avvattnas av vattendraget Kautujärvenoja.

## Delavrinningsområde
Kautujärvi ingår i det delavrinningsområde (741829-176385) som SMHI kallar för Utloppet av Kautujärvi. Medelhöjden är 277 meter över havet och ytan är 6,8 kvadratkilometer. Det finns inga avrinningsområden uppströms utan avrinningsområdet är högsta punkten. Kautujärvenoja som avvattnar avrinningsområdet har biflödesordning 5, vilket innebär att vattnet flödar genom totalt 5 vattendrag innan det når havet efter 153 kilometer. Avrinningsområdet består mestadels av skog (80 procent). Avrinningsområdet har 1,14 kvadratkilometer vattenytor vilket ger det en sjöprocent på 16,7 procent.